# Saray
Saray es una localidad de la República de Azerbaiyán ubicada en el raión de Absherón.
Con casi veinte mil habitantes, es la segunda localidad más poblada del raión tras la capital Jirdalan.

## Demografía
Evolución demográfica de Saray:
| 1970 | 1979 | 1989 | 2011   |
| ---- | ---- | ---- | ------ |
| 2778 | 5732 | 8720 | 18 700 |